# María Julia Mantilla
María Julia "Maju" Mantilla García là hoa hậu thế giới 2004 đến từ Peru.

## Xuất thân
María Julia "Maju" Mantilla García sinh năm 1984 tại Trujillo,một thành phố nằm ở vùng duyên hải phía bắc Peru. Cô là con gái đầu trong gia đình gồm bố mẹ và em gái. María từng là người mẫu và người dẫn cho một số chương trình tivi nổi tiếng ở Peru.

## Hoa hậu thế giới 2004
Nổi tiếng ở Peru với cái tên thân mật "Maju" Mantilla, cô về thứ hai tại cuộc thi hoa hậu Peru năm 2004 và giành quyền tham dự cuộc thi hoa hậu thế giới năm 2004 tại Tam Á, Trung Quốc.
Vòng chung kết được tổ chức tại phía nam đảo Hải Nam, Trung Quốc. Cuộc thi lần thứ 54 này quy tụ các thí sinh đến từ 107 quốc gia và thu hút 2,5 tỉ người xem trên toàn thế giới.
Trong thời gian diễn ra cuộc thi, María là một trong những thí sinh rất được khán giả khắp nơi yêu thích. Đây là cuộc thi hoa hậu đầu tiên mà kết quả chính thức được quyết định bởi hệ thống bình chọn qua internet, tin nhắn, điện thoại rộng khắp trên toàn thế giới.
Đêm 4 tháng 12 năm 2004, tại nhà hát Beauty Crown ở thành phố biển Tam Á, Trung Quốc, cô đã được trao vương miện hoa hậu Thế giới 2004 bởi đương kim hoa hậu năm 2003, cô Rosanna Davison đến từ Ireland, con gái của ca sĩ nổi tiếng Chris de Burgh.
Đại diện của cộng hòa Claudia Cruz của Dominican, và Nancy Randall của Hoa Kỳ lần lượt về thứ hai và ba. Những người đẹp lọt vào top 5 người đẹp nhất còn có hoa hậu 20 tuổi đến từ Philippines, Maria Karla (Rabanal) Bautista và người đẹp 19 tuổi của Ba Lan, Katarzyna Borowicz. Đặc biệt, hoa hậu Nguyễn Thị Huyền của Việt Nam cũng lọt vào bán kết của cuộc thi này.
Trong quãng thời gian 1 năm sau ngày đăng quang, với cương vị hoa hậu thế giới 2004, María đã tham gia nhiều hoạt động, chủ yếu là công tác từ thiện và quyên góp cho các tổ chức nhân đạo. Cô cũng đã đi qua nhiều nước trên thế giới như Indonesia, Nga, Peru, Hoa Kỳ, Cộng hòa Séc, Trung Quốc, Vương quốc Anh.
Ngày 10 tháng 12 năm 2005, María trao vương miện cho người kế cận, cô Unnur Birna đến từ Iceland.

## Cuộc sống sau danh hiệu
Hiện nay, cô đang tiếp tục việc học hành và dự định về sau sẽ làm việc trong ngành du lịch. Một trong những ước mơ của María là sở hữu một công ty du lịch hoạt động chủ yếu trên internet nhằm quảng bá về thành phố quê hương cô, Trujillo.
María còn là thành viên khá tích cực trong một tổ chức thiện nguyện ở Trujillo, chuyên cung cấp bữa ăn sáng cho trẻ em ở những khu vực nghèo khó.

## Chuyện bên lề
- Dì của cô, Maria Julia Mantilla là hoa hậu Peru năm 1969.
- Năm 2001, cô chiến thắng ở nội dung ba môn phối hợp tại giải vô địch điền kinh quốc gia và được lựa chọn là vận động viên của năm.
- Cô là một vũ công chuyện nghiệp về thể loại The Marinera, một loại hình múa địa phương phổ biến ở Peru.
- Phương châm sống của cô: Gia đình là sức mạnh của tôi.